# Ettore Diotallevi
Ettore Diotallevi (* vor 1600 in Rom oder in Rimini; † 30. April 1641 oder März 1643) war ein italienischer Geistlicher und Bischof von Fano.
Er wurde am 24. Mai 1605 zum Inquisitor in Malta bestellt. Nach Reibereien mit den Malteserrittern verließ er im Januar 1607 Malta und wurde am 4. Februar 1608 zum Bischof von Sant’Agata de’ Goti berufen. Am 17. September 1635 wechselte er auf den Bischofssitz von Fano.